# Liste der algerischen Botschafter in Frankreich

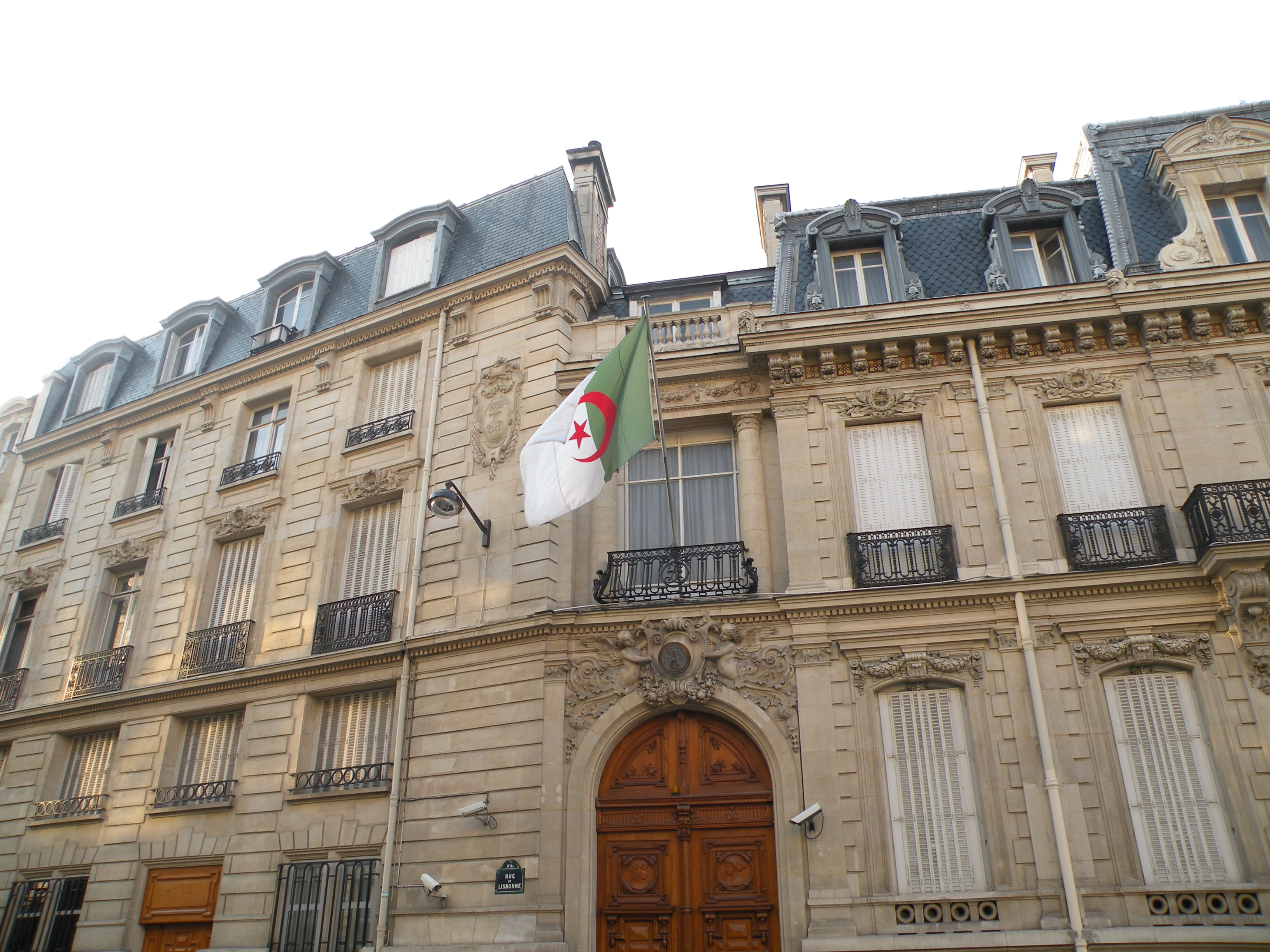
Die algerische Botschaft befindet sich in 50, rue de Lisbonne Paris.

Diese Liste umfasst die Botschafter Algeriens in Frankreich.
| ernannt am    | Ernennungsdekret | akkreditiert am | Bekanntgabe der Entgegennahme des Akkreditierungsbriefes | Name                 | Bemerkungen                                                                                        | ernannt von            | akkreditiert bei         | Posten verlassen |
| ------------- | ---------------- | --------------- | -------------------------------------------------------- | -------------------- | -------------------------------------------------------------------------------------------------- | ---------------------- | ------------------------ | ---------------- |
| 18. Jan. 1963 | [ JORADP 1 ]     | 2. Feb. 1963    | [ JORF 1 ]                                               | Abdelatif Rahal      | | Ahmed Ben Bella        | Charles de Gaulle        |                  |
| 1963          |                  | 30. Sep. 1963   | [ JORF 2 ]                                               | Mohammed Bedjaoui    | | Ahmed Ben Bella        | Charles de Gaulle        |                  |
| 1965          |                  | 3. Juli 1965    | [ JORF 3 ]                                               | Redha Malek          | | Houari Boumedienne     | Charles de Gaulle        |                  |
| 14. Okt. 1970 | [ JORADP 2 ]     | 11. Dez. 1970   | [ JORF 4 ]                                               | Mohamed Bedjaoui     | | Houari Boumedienne     | Georges Pompidou         |                  |
| 15. Sep. 1979 | [ JORADP 3 ]     | 25. Okt. 1979   | [ JORF 5 ]                                               | Mohamed Sahnoun      | | Chadli Bendjedid       | Valéry Giscard d’Estaing |                  |
| 1. Aug. 1982  | [ JORADP 4 ]     | 16. Sep. 1982   | [ JORF 6 ]                                               | Djamel Houhou        | 1976: Jugend und Sportminister,1985:Gesundheitsminister                                            | Chadli Bendjedid       | François Mitterrand      |                  |
| 1. Apr. 1984  | [ JORADP 5 ]     | 5. Nov. 1984    | [ JORF 7 ]                                               | Abdelhamid Mehri     | | Chadli Bendjedid       | François Mitterrand      |                  |
| 9. Juni 1988  | [ JORADP 6 ]     | 13. Juli 1988   | [ JORF 8 ]                                               | Messaoud Ait Châalal | Ab Dezember 1957 dritter Vorsitzender der Union générale des étudiants musulmans d’Algérie (UGEMA) | Chadli Bendjedid       | François Mitterrand      |                  |
| 1. Feb. 1989  | [ JORADP 7 ]     | 3. März 1989    | [ JORF 9 ]                                               | Smail Hamdani        | | Chadli Bendjedid       | François Mitterrand      |                  |
| 1. Sep. 1992  | [ JORADP 8 ]     | 9. Dez. 1992    | [ JORF 10 ]                                              | Sid Ahmed Ghozali    | | Muhammad Boudiaf       | François Mitterrand      |                  |
| 15. Feb. 1994 | [ JORADP 9 ]     | 21. Dez. 1993   | [ JORF 11 ]                                              | Hocine Djoudi        | | Liamine Zéroual        | François Mitterrand      |                  |
| 15. Dez. 1997 | [ JORADP 10 ]    | 5. Nov. 1997    | [ JORF 12 ]                                              | Mohamed Ghoualmi     | | Liamine Zéroual        | Jacques Chirac           |                  |
| 5. Nov. 2005  | [ JORADP 11 ]    | 7. Nov. 2005    | [ JORF 13 ]                                              | Missoum Sbih         | | Abd al-Asis Bouteflika | Jacques Chirac           |                  |
| 20. Okt. 2013 | [ JORADP 12 ]    | 15. Nov. 2013   |                                                          | Amar Bendjama        | 2011: Botschafter von Algerien in Belgien                                                          |                        | François Hollande        |                  |

## Journal officiel de la République algérienne démocratique et populaire
Die Ernennungsdekrete werden im Journal officiel de la République algérienne démocratique et populaire veröffentlicht:
1. ↑  Dekret vom 18. Januar 1963 (PDF) JORADP Nr. 3 vom 18. Januar 1963, S. 52.
2. ↑  Dekret vom 14. Oktober 1970 (PDF) JORADP  Nr. 88 vom 20. Oktober 1970, S. 1004.
3. ↑  Dekret vom 15. September 1979 (PDF) JORADP Nr. 39 vom 25. September 1979, S. 726.
4. ↑  Dekret vom 1. August 1982 (PDF) JORADP Nr. 31 vom 3. August 1982, S. 1068.
5. ↑  Dekret vom 1. April 1984 (PDF) JORADP  Nr. 25 vom 19. Juni 1984, S. 640.
6. ↑  Dekret vom 9. Juni 1988 (PDF) JORADP Nr. 24 vom 15. Juni 1988, S. 697.
7. ↑  Dekret vom 1. Februar 1989 (PDF) JORADP  Nr. 7 vom 15. Februar 1989, S. 162.
8. ↑  Dekret vom 1. September 1992 (PDF) JORADP Nr. 69 vom 27. September 1992, S. 1482.
9. ↑  Dekret vom 4. Ramadan 1414 (15. Februar 1994) (PDF) JORADP Nr. 10 vom 23. Februar 1994, S. 6.
10. ↑  Dekret vom 15. Schaʿbān 1418 (15. Dezember 1997) (PDF; 150 kB) JORADP Nr. 85 vom 24. Dezember 1997, S. 15.
11. ↑  Dekret vom 3. Schauwāl 1426 (5. November 2005) (PDF) JORADP Nr. 73 vom 9. November 2005, S. 22.
12. ↑  Dekret vom 15. Dhū l-Hiddscha 1434 (20. Oktober 2013) (PDF; 347 kB) JORADP  Nr. 53 vom 23. Oktober 2013, S. 54.

## Journal officiel de la République française
Die Entgegennahme der Akkreditierungsschreiben wird im Journal officiel de la République française bekannt gegeben.
1. ↑  Übergabe des Akkreditierungsschreibens, JORF Nr. 32 vom 7. Februar 1963, S. 1242.
2. ↑  Übergabe des Akkreditierungsschreibens, JORF Nr. 234 vom 5. Oktober 1963, S. 8947.
3. ↑  Übergabe des Akkreditierungsschreibens, JORF Nr. 154 vom 6. Juli 1965, S. 5707.
4. ↑  Übergabe des Akkreditierungsschreibens, JORF Nr. 289 vom 13. Dezember 1970, S. 11443.
5. ↑  Übergabe des Akkreditierungsschreibens, JORF Nr. 250 vom 27. Oktober 1979, S. 2686.
6. ↑  Übergabe des Akkreditierungsschreibens, JORF Nr. 218 vom 18. September 1982, S. 2807.
7. ↑  Übergabe des Akkreditierungsschreibens, JORF Nr. 113 vom 15. Mai 1984, S. 1406.
8. ↑  Übergabe des Akkreditierungsschreibens, JORF Nr. 164 vom 14. Juli 1988,  S. 9144
9. ↑  Übergabe des Akkreditierungsschreibens, JORF Nr. 54 vom 4. März 1989, S. 2911
10. ↑  Übergabe des Akkreditierungsschreibens, JORF Nr. 288 vom 11. Dezember 1992, S. 16892
11. ↑  Übergabe des Akkreditierungsschreibens, JORF Nr. 298 vom 24. Dezember 1993, S. 17968
12. ↑  Übergabe des Akkreditierungsschreibens, JORF Nr. 259 vom 7. November 1997, S. 16180
13. ↑  Übergabe des Akkreditierungsschreibens, JORF Nr. 261 vom 9. November 2005, S. 17592, Text Nr. 1.